# 화산동 (제천시)
화산동(花山洞)은 대한민국 충청북도 제천시의 동이다.

## 개요
화산동은 대단위 약초, 고추 시장, 농산물 공판장, 역전 시장 등이 위치하여 남부 상권을 형성하고 있는 곳이다. 강제동 일대 소규모 공장과 농공 단지가 위치해 있고, 논농사, 과수원이 주종인 도농복합동이다. 도축장 및 우시장을 주변으로 한 축산농가가 많은 지역이며, 문화·체육 시설이 집결하여 있다. 국도 대체우회도로로 명지교차로가 설치되어 제천시내 남부 지역의 교통순환 요충지이다.

## 법정동
- 화산동 (花山洞)
- 강제동 (江諸洞)
- 명지동 (明芝洞)
- 산곡동 (山谷洞)

## 교육
- 화산초등학교
- 명지초등학교

## 아파트
| 단지명             | 건설사         | 시행사       | 주소 | 입주 | 비고 |
| ------------------ | -------------- | ------------ | ---- | ---- | ---- |
| 강저 코아루        | 이테크이앤씨㈜ | 한국토지신탁 |      |      |      |
| 강저 센트럴 코아루 | 이테크이앤씨㈜ | 한국토지신탁 |      |      |      |

## 편의시설
- e마트 제천점
- 제천다이소
- 제천시네마
- 버거킹 제천점
- 부농도축장정육식당
- 투썸플레이스 제천강제점
- 장평천
- 롯데리아 제천강저점
- 엄마손한식당
- 명지석유